# Protestantisk arbejdsmoral
Den Protestantiske arbejdsmoral, den Calvinistiske arbejdsmoral eller den Puritanske arbejdsmoral er et begreb i teologi, sociologi, økonomi og historie, der understreger at hårdt arbejde, disciplin og sparsommelighed er opstået som følge af, at en person abonnerer på de værdier, der tilhører den protestantiske tro, især calvinismen.
Dette står i kontrast til den romersk katolske traditions fokus på religiøs deltagelse, bekendtgørelse og ceremonielle sakramenter. En person behøver ikke at være religiøs calvinist for at kunne følge den protestantiske arbejdsmoral, eftersom denne tilhører visse kulturer, der påvirkes af den protestantiske reformation.
Begrebet krediteres ofte for at hjælpe med at definere samfundene i Nord-, Central-, og Vesteuropa, som i Skandinavien, Nederlandene, Storbritannien, Tyskland og Schweiz. Selvom nogle af disse lande var mere påvirket af lutheranismen eller anglikanismen end calvinismen, blev lokale protestanter alligevel i varierende grad påvirket af disse ideer. 
Da de såkaldte Penal Laws blev vedtaget for at opretholde Church of Englands ensartede lære i England, stod kun forskellige engelske "dissenters"[lower-alpha 3][lower-alpha 3] fast ved disse værdier. Blandt dem var puritanerne, der emigrerede til New England, hvorhen de medbragte deres arbejdsmoral og hjalp med at definere kulturen af, det der senere ville blive USA. Germanske immigranter bragte deres arbejdsmoral til USA, Canada, Sydafrika og andre europæiske kolonier.
Udtrykket blev oprindeligt skabt i 1904-1905 af Max Weber i sin bog Den protestantiske etik og kapitalismens ånd.

## Yderligere læsning
- Sascha O. Becker and Ludger Wossmann. "Was Weber Wrong? A Human Capital Theory of Protestant Economics History". Munich Discussion Paper No. 2007-7, 22 January 2007. http://epub.ub.uni-muenchen.de/1366/1/weberLMU.pdf
- Frey, Donald (14. august 2001), "Protestant Ethic Thesis",  i Robert Whaples (red.), EH.Net Encyclopedia, arkiveret fra originalen 2014-03-28
- Robert Green, editor. The Weber Thesis Controversy. D.C. Heath, 1973, covers some of the criticism of Weber's theory.
- Hill, Roger B. (1992), Historical Context of the Work Ethic, arkiveret fra originalen 2012-08-17
- McKinnon, Andrew (2010). "Elective affinities of the Protestant ethic: Weber and the chemistry of capitalism" (PDF). Sociological Theory. 28 (1): 108-126. doi:10.1111/j.1467-9558.2009.01367.x.
- Max Weber. Den protestantiske Etik og Kapitalismens Ånd. Chas. Scribner's sons, 1959.